# 欧苏瓦 (萨瓦省)
欧苏瓦（法語：Aussois，法語發音：[oswa]）是法国萨瓦省的一个市镇，属于圣让德莫里耶讷区。

## 地理
欧苏瓦（45°13'39"N, 6°44'30"E）面积41.94 平方千米，位于法国奥弗涅-罗讷-阿尔卑斯大区萨瓦省，该省份为法国东部省份，历史上为薩伏依的一部分，北起上萨瓦省，西接伊泽尔省和安省，南部和东部与上阿尔卑斯省和意大利接壤。
与欧苏瓦接壤的市镇（或旧市镇、城区）包括：阿夫里约、普拉洛尼昂-拉瓦努瓦斯、维拉罗丹-布尔歇、瓦勒瑟尼。

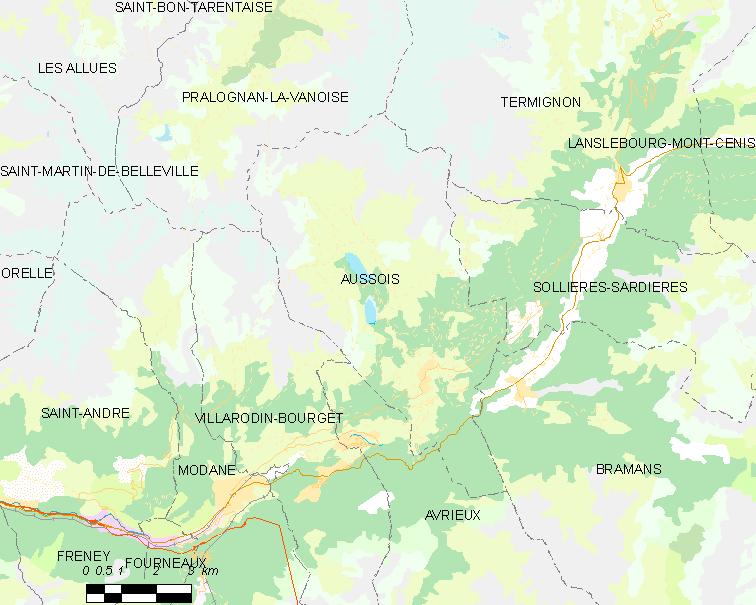
的OSM定位图

欧苏瓦的时区为UTC+01:00、UTC+02:00（夏令时）。

## 行政
欧苏瓦的邮政编码为73500，INSEE市镇编码为73023。

## 政治
欧苏瓦所属的省级选区为莫达讷县。

## 人口

1962-2008年间人口变化图示

欧苏瓦于2022年1月1日时的人口数量为682人。